# Кон'юнктивіт
Кон'юнктивіт — запалення слизової оболонки ока (кон'юнктиви), яке спричинює алергічна реакція або інфекційний фактор (віруси, бактерії тощо).
Розрізняють аденовірусний (або у вигляді аденофарінгокон'юнктівальної гарячки, або як ізольований кон'юнктивіт), ентеровірусний, герпетичний, бактеріальний, хламідійний, алергічний, гострий та хронічний кон'юнктивіт. У дорослих 85% випадків кон'юнктивіту спричинені аденовірусами і лише 15% — бактеріями; у дітей бактеріальний та аденовірусні кон'юнктивіти трапляються з однаковою частотою. Кон'юнктивіт є заразним і легко передається від однієї людини до іншої через безпосередній контакт.

## Варіанти кон'юнктивіту
- блефарокон'юнктивіт — поєднання кон'юнктивіту з блефаритом (запалення повік).
- кератокон'юнктивіт — поєднання кон'юнктивіту з кератитом (запалення рогівки).
- епісклерит — запальний процес, який проходить так само, як кон'юнктивіт, але без виділень з очей та сльозотечі.

## Причини
На сучасному етапі однією з найактуальніших проблем, що впливають на поширення інфекційних захворювань, є зміна складу мікрофлори в бік збільшення патогенних штамів і поява нових мікст-інфекцій. Збільшується і кількість пацієнтів з системним і місцевим імунодефіцитом. Всі ці фактори в поєднанні з високою контагіозністю інфекційно-бактеріальних агентів обумовлюють широке поширення інфекційно-запальних захворювань очей, в тому числі кон'юнктивіту.
Найчастіше інфекційні кон'юнктивіти спричинюють стрептококи і стафілококи: Streptococcus pneumoniae, Streptococcus haemolyticus, Streptococcus viridans, Streptococcus mucosus, Staphylococcus aureus, Staphylococcus citreus, Staphylococcus albus, Staphylococcus pyogenes. Причиною цих захворювань можуть бути також хламідії, віруси і гриби.
Для кон'юнктивітів характерна наявність алергічної реакції різного ступеня виразності. Структури поверхні ока — кон'юнктива, строма рогівки, слізна рідина — містять імуноглобуліни, нейтрофіли, гладкі і плазматичні клітини, тому взаємодія з інфекційно-бактеріальними агентами часто є причиною розвитку алергічної реакції, яка проявляється крихкістю, пастозністю, набряком слизової, роздратуванням очного яблука. Таким чином, алергія відіграє важливу роль у клінічній картині кон'юнктивіту інфекційної природи.
- аденовірусний кон'юнктивіт — вірус передається повітряно-крапельним механізмом. Захворювання виникає у вигляді епідемічних спалахів переважно в дитячих колективах (дитсадках, школах).
- гострий кон'юнктивіт — збудники: паличка Коха-Вікса, паличка Моракса-Аксенфельда, пневмококи, гонококи, стрептококи, стафілококи. Зазвичай, відбувається екзогенне зараження кон'юнктиви, можлива автоінфекція. Факторами можуть служити охолодження або перегрівання організму, загальне ослаблення, мікротравми кон'юнктиви, короткозорість, астигматизм, перенесені інфекції. Кон'юнктивіт Коха-Вікса (гострий епідемічний кон'юнктивіт) передається через забруднені руки хворого та інфіковані предмети, дає епідемічні спалахи та спостерігається переважно влітку серед дітей, які проживають у країнах спекотного клімату. Кон'юнктивіт, спричинений гонококом (бленорейний кон'юнктивіт), виникає у новонароджених при проходженні голівки через пологові шляхи матері, яка страждає на гонорею. На відміну від гострих різновидів кон'юнктивіт, що його породжує паличка Моракса—Аксенфельда, відрізняється підгострим або хронічним перебігом та переважною локалізацією в кутах очної щілини.
- хронічний кон'юнктивіт — подразнення що діють довгостроково на кон'юнктиву (пил, дим, хімічні домішки в повітрі), авітаміноз, розлади обміну сполук, хронічні ураження носа і слізних шляхів, аметропії.
- алергічний кон'юнктивіт — це алергічне запалення кон'юнктиви очей, яке проявляє себе почервонінням очей, набряком повік, сверблячкою, сльозотечею, світлобоязню.

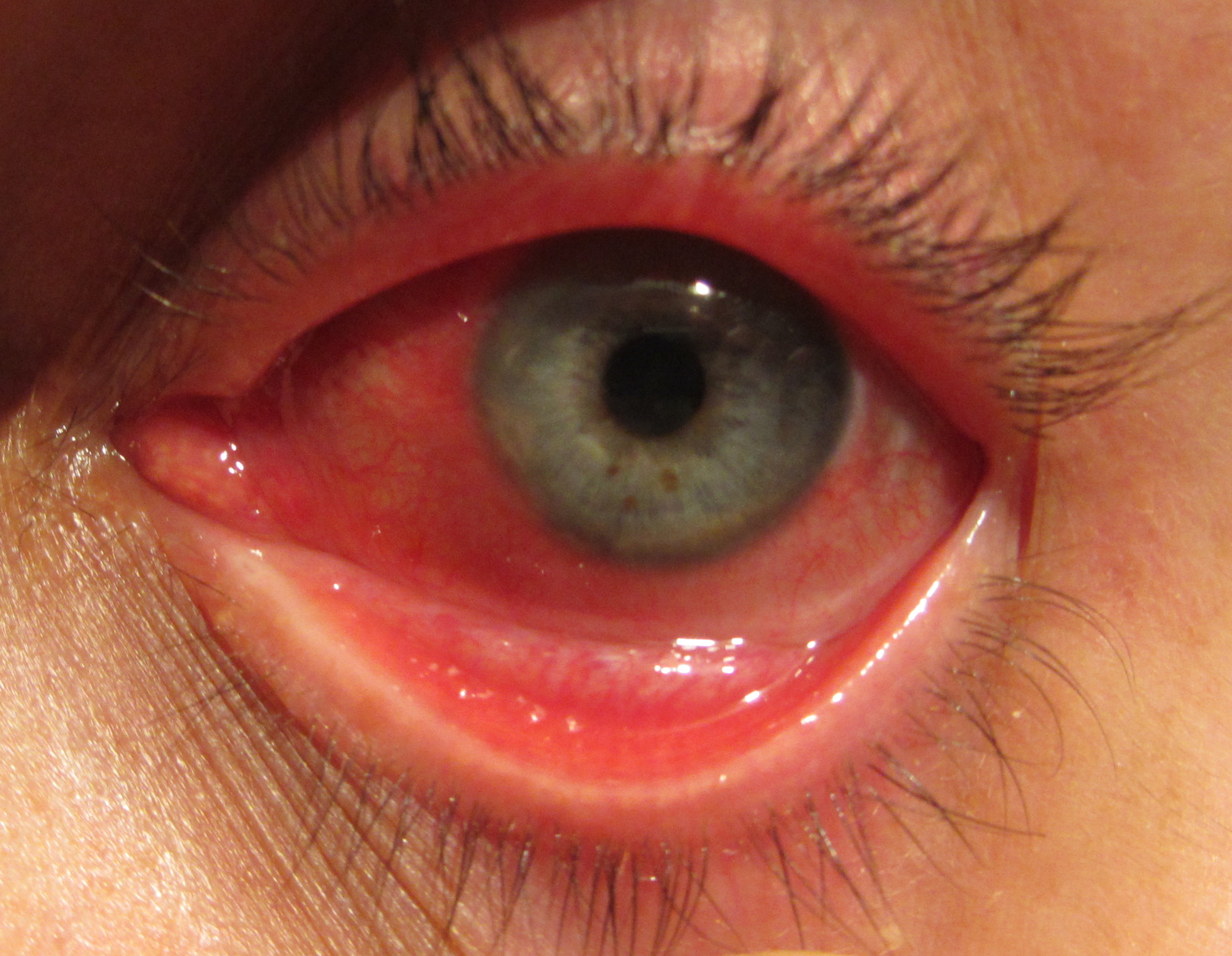
Кон'юнктивіт, на фото показана відтягнута нижня повіка та почервоніння склери.

## Прояви кон'юнктивіту
- Почервоніння очей
- Відчуття піску в одному або обох очах.
- Подразнення в одному або обох очах.
- Непрозорі, сірі або жовтуваті виділення з очей
- Сльозотеча
- Підвищена чутливість до світла.

## Ускладнення
Як правило, кон'юнктивіт перебігає без яких-небудь серйозних ускладнень, і для його лікування достатньо дотримуватися максимальної гігієни очей протягом певного часу і пройти курс лікування антибіотиками.
Тим не менше, якщо збудником кон'юнктивіту є хламідії або гонококи, ускладнення від такого різновиду хвороби можуть бути дуже небезпечними: кератит, виразка рогівки та її перфорація, сліпота.

## Лікування
Залежно від першопричини, лікування кон'юнктивіту має бути різним:
- Бактерії. Кон'юнктивіт, який спричинили бактерії, піддається лікуванню за допомогою антибіотиків. Це можуть бути очні краплі від кон'юктівіту, мазі або таблетки. Яка б не була фармацевтична форма антибіотиків, їх, в будь-якому випадку потрібно застосовувати курсом протягом одного тижня (конкретніший термін призначає лікар).

Якщо застосовують очні краплі від кон'юнктивіту, їх закапують у внутрішній кут ока три або чотири рази на день.
І навіть у тому випадку, якщо видимі ознаки, наприклад, набряк очей або свербіж пройшли, необхідно продовжити курс лікування очей до його повного завершення.
- Віруси. Вірусний кон'юнктивіт можуть спричинити аденовіруси, вірус простого герпесу, кору тощо. Лікування очей — противірусні препарати, очні краплі проти кон'юнктивіту, які повинен призначити виключно лікар.
- Кон'юнктивіт, який зумовила хімічна сполука. Цей різновид кон'юнктивіту легше всього піддається лікуванню, оскільки симптоми — набряк очей, свербіж і сльозотеча, як правило, проходять, як тільки подразник буде вимито чистою проточною водою з ока.

У тому випадку, якщо хімічним подразником є лужна або кислотна речовина, наприклад господарський відбілювач, рекомендують звернутися до лікаря, або викликати його додому.
- Алергія. Якщо причиною стала алергія, то, як тільки буде усунений алергічний напад і віддалене джерело алергену, кон'юнктивіт має також закінчитися.

## Народні засоби для лікування кон'юнктивіту
- 2-3 ст. ложки ромашки заварити склянкою окропу, настоювати 1 годину у закритому посуді, процідити. Застосовувати для промивання очей[8].
- Квітки волошки синьої, квіти бузини чорної — порівну. 3 ч. ложки суміші настоювати 20-30 хв. У склянці окропу в теплому місці, процідити. До настою додати 20 крапель спиртової настоянки дурману (1:10). Промивати очі.
- При лікуванні довготривалих гострих або хронічних кон'юнктивітів застосовували 2%-вий розчин нітрату срібла (AgNO3). Для цього повіки очей вивертали слизовою оболонкою назовні, щоб під ними зникла рогівка. На слизову наносилося 2 — 3 краплі 2%-вого розчину нітрату срібла і відразу ж промивали очі дистильованою водою з гумового балончика. Процедура повторювалася через день до норми в 5 днів при необхідності.
- Листя алое деревоподібного у вигляді екстракту або настою використовують зовнішньо у вигляді примочок при очних хворобах: блефаритах, кон'юнктивітах, пігментному ретиніті, помутнінні склоподібного тіла.
- Свіже маточне (бджолине) молочко у вигляді 2%-вого розчину у дистильованій воді використовують зовнішньо при глаукомі, кератиті, різних формах кон'юнктивіту, очних пошкодженнях, виразці рогівки тощо. Застосування: розчин фільтрують через фільтрувальний папір або чисте лляне полотно і використовують у вигляді очних крапель (по 2-3 краплі розчину на раз) або примочок 5-6 разів на день.
- Відцентровий мед у чистому вигляді або у вигляді 30%-вого розчину на дистильованій воді використовують зовнішньо при очних захворюваннях (катаракті, кератиті, кон'юнктивітах, скрофульозних ураженнях очей, виразках рогівки та ін.)

Застосування меду в чистому вигляді (як очної мазі), як правило, прискорює час зцілення, але при закладанні його в очі спочатку відчувається деяке печіння. І навпаки: біль, якщо вона була до застосування медової мазі, вщухає.
30%-вий розчин по 3 краплі в очі 2-3 рази на день. При запущених формах захворювань курс лікування триває 20-30 днів.

## Профілактика
Уникнути або усунути симптоми кон'юнктивіту, можна, дотримуючись певних правил:
- Забезпечити очам захист від бруду, пилу, пилку, а також потрапляння будь-яких частинок, що подразнюють око.
- Перестати користуватися косметикою для очей.
- Відкласти на час кон'юнктивіту щоденне носіння контактних лінз, замінити їх на цей період стандартними окулярами з діоптріями.
- Не давати користуватися своїми предметами туалету іншим людям.
- Якщо на кон'юнктивіт хвора дитина — ретельно мийте руки з милом перед і після догляду за нею.
- Якомога частіше прати постільну білизну, на якій спите, особливо наволочки, які безпосередньо можуть стикатися з повіками.
- Можливе використання очних крапель «штучні сльози», які продаються без рецепту. Ці краплі полегшують такі симптоми як свербіж, набряк очей, печіння, відчуття, що очі сльозяться. Але будь-які інші краплі, без призначення лікаря застосовувати не рекомендується, оскільки вони можуть викликати подразнення.
- Крім того, дуже важливо пам'ятати, що якщо кон'юнктивіт проявився на одному оці, не можна використовувати для здорового ока краплі з тієї ж ємності, що і для хворого. Ледве відчутного торкання буде достатньо, щоб бактерії або віруси потрапили через флакончик до здорового ока.